# Luciano Castellini
Luciano Castellini (* 12. Dezember 1945 in Mailand, Italien) ist ein ehemaliger italienischer Fußballspieler und späterer -trainer.
Als Aktiver gewann Castellini mit dem AC Turin Meisterschaft und Pokal und nahm außerdem an der Fußball-Weltmeisterschaft 1974 in Deutschland teil. Später wurde er Torwarttrainer und coachte zudem zweimal interimsweise die Erstligamannschaft von Inter Mailand.
Neben Giancarlo De Sisti und Ciro Ferrara ist er einer von nur drei Spielern, denen es gelang, in der Serie A mit zwei verschiedenen Vereinen jeweils mehr als 200 Ligaspiele zu bestreiten.

## Spielerkarriere

### Vereinskarriere
Luciano Castellini, geboren 1945 in der norditalienischen Metropole Mailand, begann mit dem Fußballspielen in der lombardischen Provinz beim AC Monza. Dort besuchte er zunächst von 1960 bis 1965 die Jugendabteilung, ehe er in letztgenanntem Jahr in die erste Mannschaft aufgenommen wurde. In der Folge stand der Torhüter bis 1970 im Kasten der AC Monza, wobei er in dieser Zeit sechzig Ligaspiele im Rahmen der zweiten und dritten italienischen Fußballliga absolvierte. Castellini wusste dabei mit seinen Leistungen durchaus zu überzeugen und zog das Interesse von Italiens Topklubs auf sich. So erhielt er im Sommer 1970 ein Angebot des Erstligisten AC Turin, das er auch annahm.
Von 1970 an stand Luciano Castellini bis 1978 in 201 Ligaspielen für Torino im Tor. Bereits in seiner ersten Saison als Goalkeeper der Turiner gelang Castellini als Stammspieler der Gewinn der Coppa Italia, des italienischen Fußballpokals. Dabei wurde im entscheidenden Finalrundenspiel der AC Mailand mit 5:3 nach Elfmeterschießen besiegt, nachdem es nach Ablauf der regulären Spielzeit und auch nach Ende der Verlängerung torlos gestanden hatte. Auch im Ligabetrieb zeigte man sich in jenen Jahren durchaus erfolgreich. Nach einigen Platzierungen im oberen Tabellendrittel und nachdem einige Male der Meistertitel nur knapp verpasst wurde, gelang dem AC Turin in der Saison 1975/76 der große Erfolg. Erstmals seit dem Flugunfall von Superga im Jahr 1949 und dem damit verbundenen Ende des Grande Torino holte der Verein die italienische Fußballmeisterschaft. Mit Trainer Luigi Radice und Spielern wie etwa Paolino Pulici, Francesco Graziani oder Renato Zaccarelli wurde der AC Turin Erster in der Serie A mit zwei Punkten Vorsprung auf Lokalrivale Juventus Turin. In der Folgesaison als Titelverteidiger gestartet, hätte man den Erfolg fast wiederholt, es fehlte am Ende ein Punkt zur erneuten Meisterschaft, die diesmal jedoch Juventus gewann. Die Saison 1976/77 war auch die Letzte von Luciano Castellini als Stammkeeper des mittlerweile in Torino Calcio umbenannten Vereins. In der danach kommenden Saison kam er nurmehr auf vierzehn Einsätze. Nachdem er seinen Stammplatz eingebüßt hatte, verließ Castellini dann auch Torino Calcio und wechselte im Sommer 1978 zum SSC Neapel.
Bei Napoli stand Luciano Castellini bis 1985 in 202 Ligaspielen der Serie A im Tor. Im Ligabetrieb wurden mit wenigen Ausnahmen stets Platzierungen im oberen Mittelfeld oder gar in Nähe der Tabellenführung erreicht. Titelgewinne blieben jedoch sowohl in der Liga als auch im Pokal aus. Die sportliche Hochzeit des SSC Neapel in den Jahren Diego Maradonas in den späten Achtzigerjahren erlebte Castellini nicht mehr im Trikot des Vereins. Er beendete im Jahr 1985 im Alter von vierzig Jahren seine lange Karriere, in der er mehr als 450 Ligaspiele in den höchsten drei italienischen Spielklassen gemacht hatte.

### Nationalmannschaft
Aufgrund seiner guten Leistungen im Tor von Torino Calcio und später des SSC Neapel geriet Luciano Castellini auch ins Blickfeld der italienischen Nationaltrainer. Allerdings schaffte er nie den Sprung zur Nummer 1, da er sich gegen die zwei großen italienischen Torhüter jener Zeit, zunächst Enrico Albertosi, dann Dino Zoff nicht durchsetzen konnte. Auch gegenüber den Nachfolgern der Ära Dino Zoff (u. a. Giovanni Galli, der sich später mit Franco Tancredi duellierte) konnte er sich nicht mehr entscheidend in Szene setzen. So brachte es Castellini nur zu einem einzigen Einsatz in der Nationalmannschaft, den er am 26. Januar 1977 beim 2:1-Erfolg in einem Freundschaftsspiel gegen Belgien in Rom verbrachte.
Ohne dass Castellini zuvor ein Länderspiel bestritten hatte, nominierte ihn Nationaltrainer Ferruccio Valcareggi für die Fußball-Weltmeisterschaft 1974 in Deutschland, wo er jedoch nur als dritter Torhüter hinter Zoff und Albertosi anreiste und nicht zum Einsatz kam. Die italienische Mannschaft scheiterte jedoch bereits in der Vorrunde als Dritter der Gruppe 4 hinter Polen und Argentinien sowie vor WM-Neuling Haiti.

## Trainerkarriere
Nach dem Ende seiner aktiven Laufbahn als Fußballspieler arbeitete Luciano Castellini lange Jahre als Torwarttrainer für den Renommierklub Inter Mailand. Nachdem der Engländer Roy Hodgson im Mai 1997 kurz nach dem verlorenen UEFA-Pokal-Finale gegen den FC Schalke 04 entlassen worden war, ernannte Internazionale den bisherigen Torwarttrainer Luciano Castellini zu dessen interimistischen Nachfolger. In den letzten beiden Saisonspielen wurden je ein Sieg und ein Remis erreicht, die Saison beendete Inter mit Castellini als Coach auf Platz drei. Zur neuen Spielzeit wurde Castellini nicht als Trainer übernommen, Inter verpflichtete Luigi Simoni für diese Position. Dessen Nachfolger Mircea Lucescu wurde 1999 entlassen, erneut übernahm Luciano Castellini als Interimscoach. Nach vier Ligaspielen auf der Bank von Inter wurde Castellini wieder durch Hodgson abgelöst und arbeitete fortan weiter als Torwarttrainer.

## Erfolge
- Italienische Meisterschaft: 1×

1975/76 mit dem AC Turin
- Italienischer Fußballpokal: 1×

1970/71 mit dem AC Turin